# Заміж на 2 дні
Заміж на 2 дні (фр. Un plan parfait — Ідеальний план) — французька кінокомедія 2012 року за участю Дайан Крюгер та Дені Бун.

## Опис
Кажуть, перший шлюб ніколи не буває вдалим. Принаймні в родині головної героїні Ізабель (Дайан Крюгер) завжди було саме так. Це схоже на якесь давнє прокляття. Адже, як інакше пояснити факт, що всі без винятку жінки цієї родини зазнають поразки у першому шлюбі?
…Нарешті Ізабель зустріла чоловіка своєї мрії: він розумний, привабливий, мужній і, здається, кохає її не менше, ніж вона його. Однак Ізабель не поспішає казати «так». Порадившись із сестрою, вона приймає непросте, але, на її думку, розумне рішення: вийти заміж за першого-ліпшого й розлучитися вже за кілька днів. «Перший-ліпший» (Дені Бун) віднайшовся у літаку, і, звісно ж, він ні про що не здогадується.
Хлопця, якому доведеться пережити найкоротший у світі шлюб, звати Жан-Ів. На перший погляд, він геть непрезентабельний і безглуздий, але він полюбляє пригоди і мандрівки. Тож Ізабель і оком не моргнула, як уже летіла у свій медовий місяць до Росії. Що й казати, з таким хлопцем нудьгувати не доведеться.
Розділивши з Жан-Івом усі приємності подорожі Росією та сходження на Кіліманджаро, Ізабель вирішує покинути його. Спершу вона не говорить йому про це прямо, але всіляко натякає, мовляв, вони не пара. Це жорстоко, але Ізабель повинна дотримуватись початкового плану, адже у Франції на неї чекає справжній наречений.
«Заміж за 2 дні» — це легка й жартівлива французька комедія, сповнена життєствердного гумору та тепла. Чи вдасться Ізабель обдурити долю й зняти з себе вінок безшлюбності, а може, доля обдурить її?

## У ролях
- Діане Крюгер — Ізабель, стоматолог
- Дені Бун — Жан-Ів, працівник Rough Guide
- Аліс Поль — Корінн, сестра Ізабель
- Робер Планьоль — П'єр, наречений Ізабель, стоматолог
- Джонатан Коен — Патрік, другий чоловік Корінн
- Бернадетт Ле Саші — Солонже, матір Корінни та Ізабель
- Етьєн Шико — Едмунд, другий чоловік Соланже
- Лоур Келамі — Валері, запрошена на різдвяну вечірку
- Меллон Левана — Луїза
- Деміен Боннар — Руман